# Lijst van voetbalinterlands Nepal - Syrië
Deze lijst van voetbalinterlands is een overzicht van alle officiële voetbalwedstrijden tussen de nationale teams van Nepal en Syrië. De landen hebben tot op heden twee keer tegen elkaar gespeeld. De eerste ontmoeting, een kwalificatiewedstrijd voor de Azië Cup 1988, werd gespeeld in Kathmandu op 1 juni 1988. Het laatste duel, een vriendschappelijke wedstrijd, vond plaats op 30 augustus 2012 in New Delhi (India).

## Wedstrijden
| № | Plaats    | Datum            | Competitie                 | Wedstrijd     | Uitslag |
| - | --------- | ---------------- | -------------------------- | ------------- | ------- |
| 1 | Kathmandu | 1 juni 1988      | Azië Cup 1988 kwalificatie | Syrië − Nepal | 3 − 0   |
| 2 | New Delhi | 30 augustus 2012 | Vriendschappelijk          | Syrië − Nepal | 2 − 0   |

## Samenvatting
| Competitie            | Totaal gespeeld | Winst Nepal | Gelijk | Winst Syrië | Doelsaldo Nepal – Syrië |
| --------------------- | --------------- | ----------- | ------ | ----------- | ----------------------- |
| Azië Cup-kwalificatie | 1               | 0           | 0      | 1           | 0 − 3                   |
| Vriendschappelijk     | 1               | 0           | 0      | 1           | 0 − 2                   |
| Totaal                | 2               | 0           | 0      | 2           | 0 − 5                   |

ANFA · A-internationals · Nepalees vrouwenelftal
1972 – 1989 ·
1990 – 1999 ·
2000 – 2009 ·
2010 – 2019 ·
2020 – 2029
Afghanistan ·
Algerije ·
Australië ·
Bahrein ·
Bangladesh ·
Bhutan ·
Brunei ·
Cambodja ·
China ·
Filipijnen ·
Hongkong ·
India ·
Indonesië ·
Irak ·
Iran ·
Japan ·
Jemen ·
Jordanië ·
Kazachstan ·
Kirgizië ·
Koeweit ·
Laos ·
Macau ·
Malediven ·
Maleisië ·
Mauritius ·
Myanmar ·
Noord-Korea ·
Oman ·
Oost-Timor ·
Pakistan ·
Palestina ·
Saoedi-Arabië · 
Singapore ·
Sri Lanka ·
Syrië ·
Tadzjikistan · 
Taiwan ·
Thailand · 
Turkmenistan ·
Verenigde Arabische Emiraten ·
Vietnam ·
Zuid-Korea
SFA · A-internationals · Syrisch vrouwenelftal
1940 - 1949 · 
1950 - 1959 · 
1960 - 1969 · 
1970 - 1979 · 
1980 - 1989 · 
1990 - 1999 · 
2000 – 2009 · 
2010 – 2019 ·
2020 − 2029
Afghanistan ·
Algerije ·
Australië ·
Bahrein ·
Bangladesh ·
Cambodja ·
China ·
Cyprus ·
Egypte ·
Filipijnen ·
Griekenland ·
Guam ·
Haïti ·
Hongkong ·
India ·
Indonesië ·
Irak ·
Iran ·
Japan ·
Jemen ·
Jordanië ·
Kazachstan ·
Kirgizië ·
Koeweit ·
Laos ·
Libanon ·
Libië ·
Malediven ·
Maleisië ·
Marokko ·
Mauritanië ·
Mauritius ·
Myanmar ·
Nepal ·
Noord-Korea ·
Oezbekistan ·
Oman ·
Pakistan ·
Palestina ·
Qatar ·
Rusland ·
San Marino ·
Saoedi-Arabië ·
Singapore ·
Soedan ·
Sovjet-Unie ·
Sri Lanka ·
Tadzjikistan ·
Taiwan ·
Thailand ·
Tunesië ·
Turkije ·
Turkmenistan ·
Venezuela ·
Verenigde Arabische Emiraten ·
Vietnam ·
Wit-Rusland ·
Zuid-Jemen ·
Zuid-Korea ·
Zweden